# Suctoribates suctorius
Suctoribates suctorius är en kvalsterart som beskrevs av Balogh 1963. Suctoribates suctorius ingår i släktet Suctoribates och familjen Rhynchoribatidae. Inga underarter finns listade i Catalogue of Life.